# جایزه بزرگ بریتانیا ۱۹۷۷
جایزه بزرگ بریتانیا ۱۹۷۷ (انگلیسی: ‎1977 British Grand Prix‎)، که به‌طور رسمی با نام سی‌امین جایزه بزرگ بریتانیایی جان پلیر شناخته می‌شود، یک مسابقهٔ موتوری در رشتهٔ اتومبیل‌رانی فرمول یک بود که در تاریخ ۱۶ ژوئیهٔ ۱۹۷۷ در پیست سیلورستون واقع در نورث‌همپتون‌شر، بریتانیای کبیر برگزار شد. این گراند پری در میان ۱۷ گراند پری در فصل ۱۹۷۷، مسابقهٔ شمارهٔ ۱۰ بود.
در این مسابقه که در ۶۸ دور و به مسافت ۳۲۰٫۸۷۱ کیلومتر (۱۹۹٫۳۸۰ مایل) برگزار شد، پول پوزیشن توسط جیمز هانت کسب شد و سریع‌ترین زمان برای طی یک دور پیست که برابر با ۱:۱۹٫۶۰ بود نیز توسط جیمز هانت به ثبت رسید.
جیمز هانت از تیم مک‌لارن-فورد، نیکی لائودا از تیم فراری و گونا نیلسون از تیم لوتوس-فورد به‌ترتیب مقام‌های اول تا سوم مسابقه را کسب کردند.

## رده‌بندی قهرمانی پس از مسابقه
| جایگاه | راننده        | امتیاز |
| ------ | ------------- | ------ |
| ۱      | نیکی لائودا   | ۳۹     |
| ۲      | ماریو اندرتی  | ۳۲     |
| ۳      | جودی شکتر     | ۳۲     |
| ۴      | کارلوس روتمان | ۲۸     |
| ۵      | جیمز هانت     | ۲۲     |
| منبع:  |               |        |

| جایگاه | سازنده            | امتیاز  |
| ------ | ----------------- | ------- |
| ۱      | فراری             | ۵۶ (۵۸) |
| ۲      | لوتوس-فورد        | ۴۷      |
| ۳      | مک‌لارن-فورد       | ۳۴      |
| ۴      | ولف-فورد          | ۳۲      |
| ۵      | برابام-آلفا رومئو | ۱۹      |
| منبع:  |                   |         |

یادداشت
- تنها پنج جایگاه نخست از هر رده‌بندی نمایش داده شده است.